# 리멤버 (2022년 영화)
《리멤버》는 2022년 10월 26일에 개봉한 대한민국의 영화이다.

## 시놉시스
“부서진 차… 손에 묻은 피… 권총 한 자루… 내가 왜 여기에 있는 거지?” 뇌종양 말기, 80대 알츠하이머 환자인 한필주. 일제강점기 때 친일파들에게 가족을 모두 잃었다. 아내가 세상을 떠나자 필주는 60여 년을 계획해 온 복수를 감행하려고 한다. 그는 알바 중인 패밀리 레스토랑에서 절친이 된 20대 알바생 인규에게 일주일만 운전을 도와 달라 부탁한다. “원래 이런 사람이었어요? 정체가 뭐예요 도대체?! 같이 접시 닦던 사람 맞아요?” 이유도 모른 채 필주를 따라나선 인규는 첫 복수 현장의 CCTV에 노출되어 유력 용의자로 지목된다. 경찰은 수사망을 좁혀오고 사라져가는 기억과 싸우며 필주는 복수를 이어가는데… 60년의 계획, 복수를 위한 위험한 동행이 시작된다!

## 제작진
- 제작 : 윤종빈, 국수란
- 제작사 : 영화사 월광 - 영화 《검사외전》, 영화 《공작》 등 제작
- 감독 & 각본 : 이일형 - 영화 《비스티 보이즈》(각본&조연출), 영화 《마이 웨이》(조연출), 영화 《검사외전》(각본&감독) 등
- 각본 : 이일형, 윤종빈

## 캐스팅

### 주연
- 이성민 : 한필주 역
- 남주혁 : 인규 역

### 조연
- 박근형 : 김치덕 역
- 송영창 : 정백진 역
- 문창길 : 양성익 역
- 박병호 : 토조 히사시 역
- 정만식 : 강영석 역
- 윤제문 : 김무진 역
- 남문철 : 고성원 역
- 정한빈 : 최 형사 역
- 김민채 : 인규의 어머니 역
- 하영 : 릴리 역
- 김홍파 : 서 원장 역
- 권민경 : 필주의 아내 역
- 백익남 : 한용식 역
- 최승희 : 필주의 어머니 역
- 박세현 : 한옥선 역
- 윤우 : 청년 필주 역
- 한사명 : 한동주 역

## 참고 사항
- 남문철의 두 번째 영화 유작이다.

## 수상
- 제 42회 하와이국제영화제 - 스포트라이트 온 코리아

## 같이 보기
- 2022년 대한민국의 영화 목록